# 214e brigade d'infanterie (Royaume-Uni)
Pour les articles homonymes, voir 214e brigade.
La 214e brigade d'infanterie britannique (en anglais 214th Infantry Brigade) est une brigade d'infanterie de la British Army (armée de terre britannique).